# Norwegisches Konservendosenmuseum

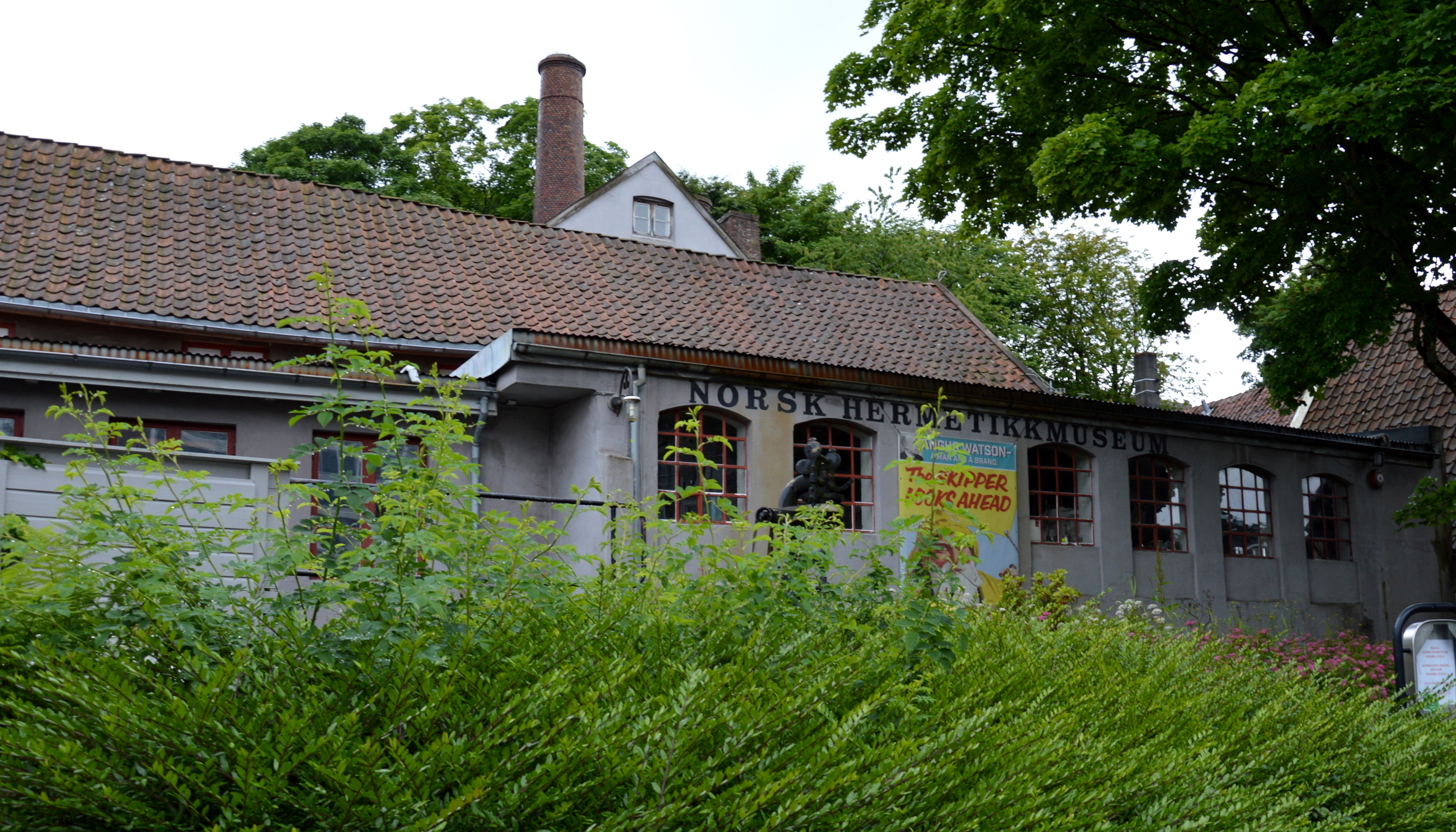
Norwegisches Konservendosenmuseum

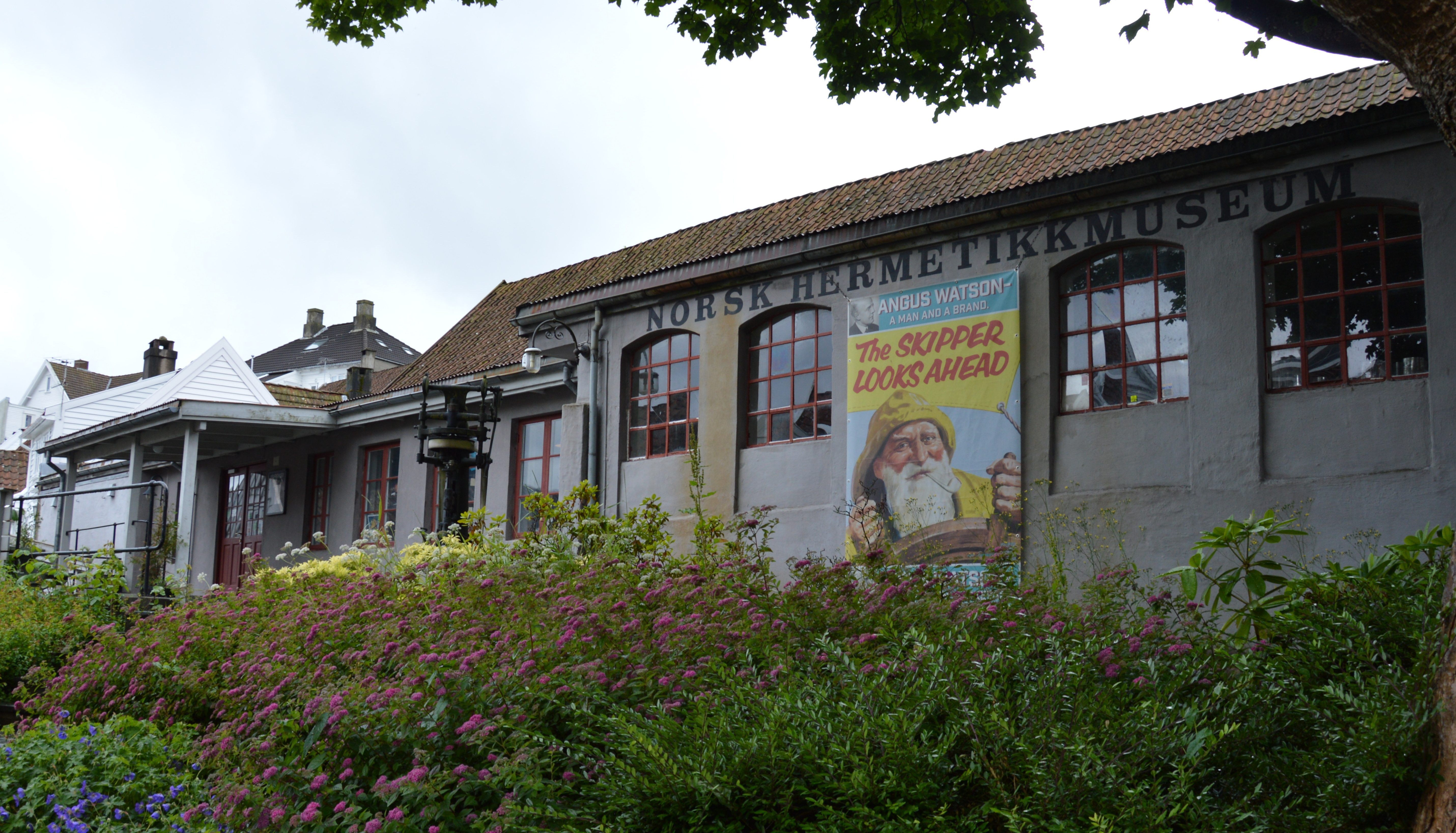
Blick aus nördlicher Richtung

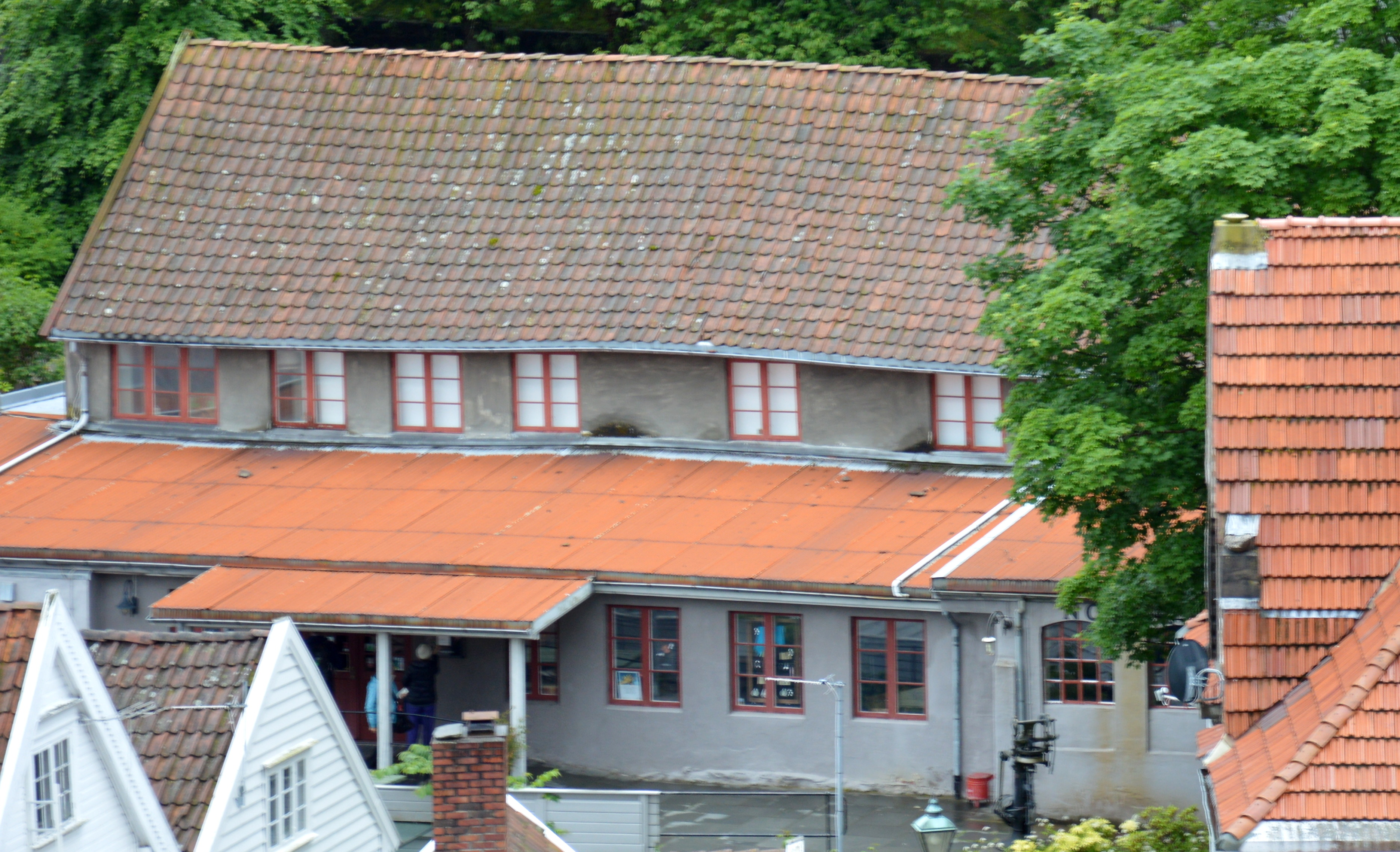
Blick von oben

Das Norwegische Konservendosenmuseum (norwegisch: Norsk Hermetikkmuseum) ist ein Museum in der norwegischen Stadt Stavanger.
Es befasst sich mit der Geschichte der norwegischen Konservendosenindustrie in der Zeit zwischen 1880 und 1925 und befindet sich an der Adresse Øvre Strandgate 88 im Stadtteil Gamle Stavanger. Es gehört zum Museum Stavanger.

## Geschichte
Im Jahr 1901 erwarb John Braadland das Objekt als alte Gerberei, um es als Lager für seine Konservendosenfabrikation zu nutzen. Bedingt durch den Ersten Weltkrieg stieg die Nachfrage stark an, so dass die John Braadland SA ihre Produktion ausbaute und das Lager 1916 zum Produktionsstandort umbaute. Bis 1901 waren die Sardinen per Hand in die Konservendosen gefüllt worden. Mit einer von Hans J. Reinert entwickelten Maschine konnte die Tagesproduktion von 600 auf 800 Konservendosen erhöht werden. Die Maschine ist im Umfeld des Museums ausgestellt.
Zum Ende des Zweiten Weltkriegs geriet das Unternehmen in wirtschaftliche Bedrängnis und musste in ein Assoziierungsabkommen mit anderen Herstellern als Forenede hermetikkfabrikker (deutsch: Werke der vereinigten Konservenfabriken) eintreten. Bis 1958, nach andere Angaben bis 1950, arbeitete die Fabrik und musste dann jedoch die Arbeit einstellen. Im Juni 1982 eröffnete das Konservendosenmuseum.

## Ausstellungen und Einrichtungen
Die Ausstellung widmet sich den Produktionsmitteln und Produkten der norwegischen Konservenindustrie. Neben Maschinen, technischen Zeichnungen, Produkten und Archivmaterialien besitzt das Museum eine Sammlung von 35.000 verschiedenen Dosenetiketten. Im Museum befindet sich ein historischer Konferenzraum. Darüber hinaus gehört auch ein im Stil der 1920er Jahre eingerichtetes Arbeiterhaus zum Museum.
Das Museum verfügt über ein Café und einen Museumsshop.
Beim Museum ist der 1987 gegründete Verein Iddisklubben angesiedelt, der sich insbesondere der Sammlung von Dosenetiketten, Iddises genannt, und damit in Zusammenhang stehenden Informationen widmet.